# Bieder
Das Adjektiv bieder ist ein langsam abkommendes Wort (ahd. pidarpi, biderbi, alts. bitherbi,  und mhd. biderbe), das bis ins 19. Jahrhundert „rechtschaffen“ und „geradezu“ bedeutete (vgl. die Redensart treu und bieder). Heute meint es eher „einfältig“ oder „altbacken“ (vgl. auch absprechend sich anbiedern, was seit 1800 nachgewiesen ist.)
Abgeleitet davon sind „Biedermann“, (ursprünglich spöttisch) „Biedermeier“ (etwa in der Bedeutung Spießer seit der zweiten Hälfte des 19. Jahrhunderts gebraucht) und „Biedersinn“.

## Belletristik
Die vormals stark positive Besetzung des Wortes entnimmt sich zum Beispiel dem Anfang von Christian Friedrich Daniel Schubarts Gedicht Der Patriot und der Weltbürger von 1774:
Wie lieb ich dich, mein Vaterland,
Wo ich den ersten Odem zog
Und frische Lüfte atmete;
Wie lieb ich dich! wie lieb ich dich!
So sprach ein deutscher Biedermann,
Und Tränen flossen vom Gesicht.
(Oft weint ich in der Mitternacht
Auch solche Tränen; Gott, du weißt’s!)